# Skomvær fyr
Skomvær fyr ist ein Leuchtturm auf der gleichnamigen kleinen Insel an der norwegischen Küste in der Provinz (Fylke) Nordland. Die Insel Skomvær liegt am südwestlichen Ende der Lofoten und gehört zur Gemeinde Røst. Der Leuchtturm wurde von 1884 bis 1887 erbaut und am 1. Oktober 1887 in Betrieb genommen. Der Leuchtturm ist 31,7 Meter hoch und besteht aus Gusseisen. Er markiert zum offenen Atlantik hin den Beginn des Vestfjords.
Zusammen mit dem Turm wurden zwei dazugehörige Wohnhäuser errichtet, in denen der Leuchtturmwärter, zwei Assistenten und deren Familien untergebracht wurden. Bis 1957 wurde das Leuchtfeuer dann als sogenannter Familienleuchtturm betrieben. 1957 erfolgte eine Umwandlung in eine Turmstation und im selben Jahr wurde das Leuchtfeuer elektrifiziert. Den Strom dafür lieferten Dieselgeneratoren. Im Jahr 1978 wurde er auf automatischen Betrieb umgestellt und ist seit 2007 unbemannt. In den Folgejahren waren der Leuchtturm und die dazugehörigen Wohnhäuser überwiegend unbewohnt, lediglich sporadisch von Mitarbeitern der Feuerwehr als Ferienheim gemietet, oder auch von Ornithologen, welche auf der Insel Seevögel beobachteten. In den Jahren 2009 bis 2011 ließ die norwegische Behörde Kystverket, in dessen Besitz sich der Leuchtturm befindet, die stark beschädigte Seebrücke restaurieren und seit 2012 ist der Leuchtturm an das norwegische Künstlerkollektiv Røst AiR vermietet. Es werden seither Kunstworkshops veranstaltet und Seevogelsafaris für touristische Tagesbesucher angeboten. 
Bereits in den Jahren 1887 bis 1889 lebte mit Theodor Kittelsen ein Künstler auf dem Leuchtturm, dessen Schwager dort angestellt war. Kittelsen ließ seine Eindrücke von Skomvær in seine Texte und Zeichnungen einfließen. Seit 1999 sind der Leuchtturm und die dazugehörigen Gebäude als Kulturdenkmal geschützt. 

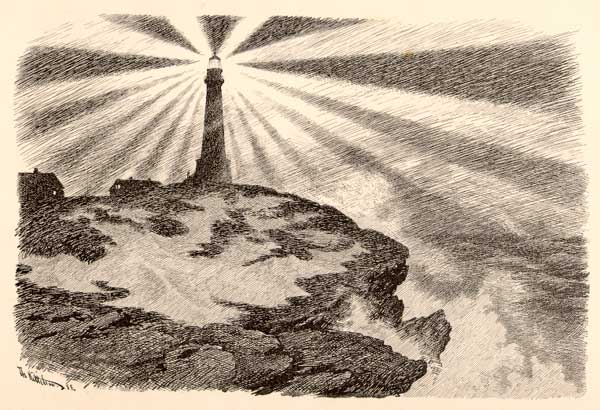
Eine Zeichnung der Leuchtturms von Theodor Kittelsen (1891)
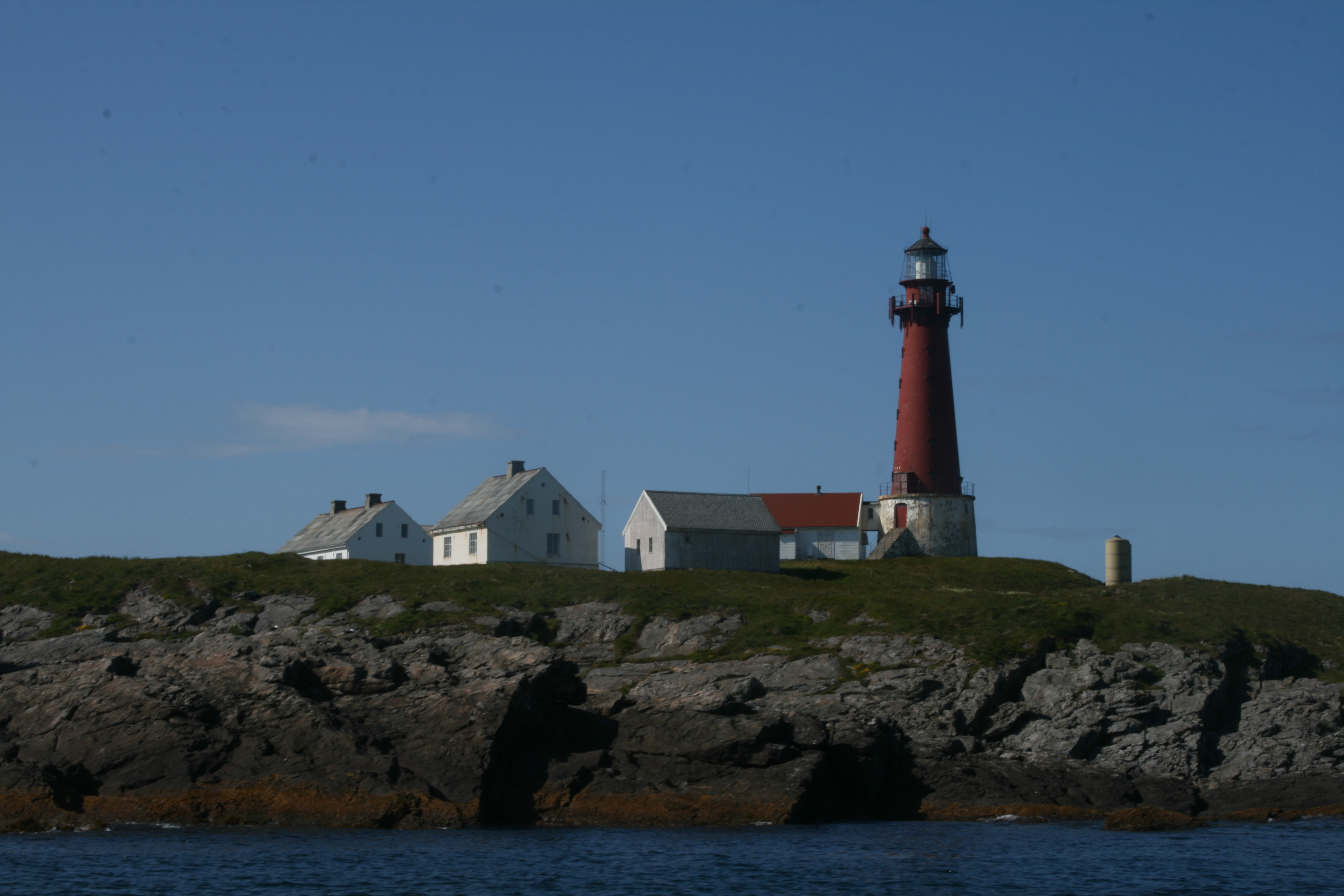
Skomvær fyr im Sommer 2010
Skomvær fyr 2015

## Weblink
- Seite der norwegischen Gesellschaft für Leuchtturmgeschichte über den Leuchtturm Skomvær